# Порацо
Порацо је насеље у Италији у округу Катанија, региону Сицилија.
Према процени из 2011. у насељу је живело 345 становника. Насеље се налази на надморској висини од 329 м.